# Pierre Salama (économiste)
Pour les articles homonymes, voir Salama.
Pour l'historien, voir Pierre Salama.
Pierre Salama, né le 11 août 1942 à Alexandrie (royaume d'Égypte) et mort le 9 août 2024 à Paris, est un économiste français, professeur émérite à l'université Sorbonne Paris Nord et ancien directeur scientifique de la revue Tiers Monde.

## Publications sélectives
- Pierre Salama, Les économies émergentes latino-américaines : entre cigales et fourmis, Paris, Armand Colin, coll. « U. Économie », 2012, 225 p. (ISBN 978-2-200-28132-8)
- Pierre Salama, Migrants et lutte contre les discriminations en Europe, Strasbourg, Édition du Conseil de l'Europe, coll. « Série Livre blanc ; 2 », 2010, 101 p. (ISBN 978-92-871-6763-7, lire en ligne)
- Pierre Salama, Le défi des inégalités : Amérique latine-Asie : une comparaison économique, Paris, La Découverte, coll. « Textes à l'appui. Série Économie », 2006, 164 p. (ISBN 2-7071-4898-9)